# Cellar Darling
Cellar Darling is een Zwitserse progressievemetalband. De band werd in 2016 opgericht door ex-Eluveitie-leden Anna Murphy, Merlin Sutter en Ivo Henzi.

## Stijl
Cellar Darling combineert heavy metal, folk, klassieke muziek en progressieve metal, onder meer door gebruik van een draailier en dwarsfluit.

## Geschiedenis
In mei 2016 kondigden Murphy, Sutter en Henzi aan Eluveitie te verlaten, na onenigheid met de rest van de bandleden. Een maand later kondigde het trio een nieuwe band aan: Cellar Darling. De band werd genoemd naar Murphy's gelijknamige soloalbum. Kort daarna werd begonnen met de eerste opnames en op 23 september 2016 verscheen de eerste single genaamd Challenge. Op de B-kant stond het nummer Fire, Wind & Earth. De single werd niet op een platenlabel uitgebracht. In december 2016 stond Cellar Darling in het voorprogramma van Amorphis tijdens hun optreden in Zürich en dat van The Gentle Storm in Amsterdam.
In januari 2017 kondigde Cellar Darling aan een platencontract bij Nuclear Blast te hebben getekend, hetzelfde label als waar hun vorige band — Eluveitie — een contract had. In mei dat jaar werd het eerste album aangekondigd: This Is the Sound. De uitgave ervan zou plaatsvinden op 30 juni.
Op 19 mei 2017 verscheen de tweede single Black Moon. Op 17 juni volgde de derde single Avalanche. De bijbehorende videoclips waren opgenomen op Tenerife. Op 30 juni 2017 verscheen - zoals gepland - het debuutalbum. Het album werd goed ontvangen door critici.
Op 2 november 2018 werd de single Insomnia uitgebracht. Op 22 maart 2019 verscheen het tweede album van de band genaamd The Spell.
Op 23 maart 2021 werd de single Dance uitgebracht. Het nummer was oorspronkelijk bedoeld voor het tweede album, maar werd uiteindelijk niet gekozen. In 2020 werd het nummer daarom herwerkt. Dance is geïnspireerd op de dansplaag van 1518.

## Discografie

### Albums
| Jaar | Titel             | Opmerkingen |
| ---- | ----------------- | ----------- |
| 2017 | This Is the Sound |             |
| 2019 | The Spell         |             |

### Singles
| Jaar | Titel      | Album             | Opmerkingen |
| ---- | ---------- | ----------------- | ----------- |
| 2016 | Challenge  | This Is the Sound |             |
| 2017 | Avalanche  | This Is the Sound |             |
| 2017 | Black Moon | This Is the Sound |             |
| 2018 | Six Days   | This Is the Sound |             |
| 2018 | Insomnia   | The Spell         |             |
| 2019 | Death      | The Spell         |             |
| 2019 | Drown      | The Spell         |             |
| 2021 | Dance      | nog onbekend      |             |